# Мелленбек (Мекленбург-Штреліц)
Мелленбек (нім. Möllenbeck) — громада в Німеччині, розташована в землі Мекленбург-Передня Померанія. Входить до складу району Мекленбургіше-Зенплатте. Складова частина об'єднання громад Нойштреліц-Ланд.
Площа — 36,20 км2. Населення становить 721 ос. (станом на 31 грудня 2020).